# 2010-es Honda Indy Toronto
A 2010-es Honda Indy Toronto volt a 2010-es Izod IndyCar Series szezon tizedik futama. A versenyt 2010. július 18-án rendezték meg a Kanadai Torontóban kialakított utcai pályán. A versenyt az ABC közvetítette.

## Rajtfelállás
| Rajtsor | Belső ív | Belső ív            | Külső ív | Külső ív          |
| ------- | -------- | ------------------- | -------- | ----------------- |
| 1       | 22       | Justin Wilson       | 12       | Will Power        |
| 2       | 3        | Hélio Castroneves   | 37       | Ryan Hunter-Reay  |
| 3       | 10       | Dario Franchitti    | 9        | Scott Dixon       |
| 4       | 6        | Ryan Briscoe        | 11       | Tony Kanaan       |
| 5       | 77       | Alex Tagliani       | 26       | Marco Andretti    |
| 6       | 2        | Raphael Matos       | 7        | Danica Patrick    |
| 7       | 8        | E.J. Viso           | 02       | Graham Rahal      |
| 8       | 4        | Dan Wheldon         | 36       | Bertrand Baguette |
| 9       | 34       | Mario Romancini     | 5        | Szató Takuma      |
| 10      | 24       | Tomas Scheckter     | 32       | Mario Moraes      |
| 11      | 78       | Simona De Silvestro | 06       | Hideki Mutoh      |
| 12      | 19       | Alex Lloyd          | 15       | Paul Tracy        |
| 13      | 18       | Milka Duno          | 14       | Vitor Meira       |

### Verseny
| Pozíció | #  | Pilóta                  | Csapat                                    | Futott kör | Idő/Kiesés oka | Rajthely | Élen töltött körök száma | Pont |
| ------- | -- | ----------------------- | ----------------------------------------- | ---------- | -------------- | -------- | ------------------------ | ---- |
| 1.      | 12 | Will Power              | Team Penske                               | 85         | 1:47:15.2554   | 2        | 15                       | 50   |
| 2.      | 10 | Dario Franchitti        | Chip Ganassi Racing                       | 85         | +1.2757        | 5        | 22                       | 40   |
| 3.      | 37 | Ryan Hunter-Reay        | Andretti Autosport                        | 85         | +1.7605        | 4        | 0                        | 35   |
| 4.      | 11 | Tony Kanaan             | Andretti Autosport                        | 85         | +3.5382        | 8        | 2                        | 32   |
| 5.      | 02 | Graham Rahal            | Newman/Haas Racing                        | 85         | +9.7349        | 14       | 0                        | 30   |
| 6.      | 7  | Danica Patrick          | Andretti Autosport                        | 85         | +11.9439       | 12       | 0                        | 29   |
| 7.      | 22 | Justin Wilson           | Dreyer & Reinbold Racing                  | 85         | +12.3783       | 1        | 32                       | 26   |
| 8.      | 26 | Marco Andretti          | Andretti Autosport                        | 85         | +16.3360       | 10       | 0                        | 24   |
| 9.      | 78 | Simona de Silvestro (R) | HVM Racing                                | 85         | +21.5321       | 21       | 0                        | 22   |
| 10.     | 4  | Dan Wheldon             | Panther Racing                            | 85         | +23.1537       | 15       | 0                        | 20   |
| 11.     | 14 | Vitor Meira             | A. J. Foyt Enterprises                    | 85         | +25.8960       | 26       | 0                        | 19   |
| 12.     | 06 | Hideki Mutoh            | Newman/Haas Racing                        | 85         | +26.2878       | 22       | 0                        | 18   |
| 13.     | 15 | Paul Tracy              | KV Racing Technology                      | 84         | +1 Kör         | 24       | 14                       | 17   |
| 14.     | 32 | Mario Moraes            | KV Racing Technology                      | 84         | +1 Kör         | 20       | 0                        | 16   |
| 15.     | 24 | Tomas Scheckter         | Dreyer & Reinbold Racing                  | 84         | +1 Kör         | 19       | 0                        | 15   |
| 16.     | 36 | Bertrand Baguette (R)   | Conquest Racing                           | 84         | +1 Kör         | 16       | 0                        | 14   |
| 17.     | 77 | Alex Tagliani           | FAZZT Race Team                           | 84         | +1 Kör         | 9        | 0                        | 13   |
| 18.     | 6  | Ryan Briscoe            | Team Penske                               | 83         | +2 Kör         | 7        | 0                        | 12   |
| 19.     | 8  | E.J. Viso               | KV Racing Technology                      | 82         | +3 Kör         | 13       | 0                        | 12   |
| 20.     | 9  | Scott Dixon             | Chip Ganassi Racing                       | 71         | Ütközés        | 6        | 0                        | 12   |
| 21.     | 2  | Raphael Matos           | Luczo Dragon Racing de Ferran Motorsports | 64         | Vezetői hiba   | 11       | 0                        | 12   |
| 22.     | 34 | Mario Romancini (R)     | Conquest Racing                           | 31         | Vezetői hiba   | 17       | 0                        | 12   |
| 23.     | 19 | Alex Lloyd (R)          | Dale Coyne Racing                         | 26         | Vezetői hiba   | 23       | 0                        | 12   |
| 24.     | 3  | Hélio Castroneves       | Team Penske                               | 21         | Vezetői hiba   | 3        | 0                        | 12   |
| 25.     | 5  | Szató Takuma (R)        | KV Racing Technology                      | 15         | Ütközés        | 18       | 0                        | 10   |
| 26.     | 18 | Milka Duno              | Dale Coyne Racing                         | 8          | Kiintették     | 25       | 0                        | 10   |

## Bajnokság állása a verseny után
Pilóták bajnoki állása
| Pozíció | Pilóta           | Pontok |
| ------- | ---------------- | ------ |
| 1       | Will Power       | 377    |
| 2       | Dario Franchitti | 335    |
| 3       | Scott Dixon      | 299    |
| 4       | Ryan Briscoe     | 292    |
| 5       | Ryan Hunter-Reay | 286    |